# Final da Taça dos Clubes Campeões Europeus de 1986–87
A Final da Taça dos Clubes Campeões Europeus de 1986-87 foi uma partida de futebol realizada no Praterstadion, em Viena, em 27 de Maio de 1987, onde o FC Porto de Portugal derrotou o Bayern de Munique da Alemanha Ocidental por 2–1. As duas equipas tiveram ausensias importantes: os portugueses estavam sem o lesionado goleador Fernando Gomes, os alemães sem o seu líbero e capitão Klaus Augenthaler, que estava castigado, juntamente com o avançado Roland Wohlfarth e o médio Hans Dorfner, que estavam lesionados. Os portugueses recuperaram de uma desvantagem de 1-0 para ganhar a sua primeira Taça dos Clubes Campeões Europeus, com golos de calcanhar de Rabah Madjer e um remate de Juary, depois de um cabeceamento de Ludwig Kögl ter dado ao Bayern a vantagem na primeira parte. A final foi a primeira final da Taça dos Clubes Campeões Europeus que o Bayern, e o seu capitão Lothar Matthäus perderia com golos tardios sucessivos, repetidos 12 anos depois na Final da Liga dos Campeões da UEFA de 1999, contra o Manchester United.

## Caminho para a final
| Bayern de Munique | Bayern de Munique | Bayern de Munique | Bayern de Munique | Fase             | Porto          | Porto | Porto   | Porto   |
| ----------------- | ----------------- | ----------------- | ----------------- | ---------------- | -------------- | ----- | ------- | ------- |
| Oponente          | Total             | 1º jogo           | 2º jogo           |                  | Oponente       | Total | 1º jogo | 2º jogo |
| PSV               | 2–0               | 2–0 (F)           | 0–0 (C)           | Primeira fase    | Rabat Ajax     | 10–0  | 9–0 (C) | 1–0 (F) |
| Austria Viena     | 3–1               | 2–0 (F)           | 1–1 (C)           | Segunda fase     | Vítkovice      | 3–1   | 0–1 (F) | 3–0 (C) |
| Anderlecht        | 7–2               | 5–0 (C)           | 2–2 (F)           | Quartas de final | Brøndby IF     | 2–1   | 1–0 (C) | 1–1 (A) |
| Real Madrid       | 4–2               | 4–1 (C)           | 0–1 (F)           | Semifinal        | Dínamo de Kiev | 4–2   | 2–1 (F) | 2–1 (C) |

## Detalhes
| 27 de maio de 1987 | Bayern de Munique | 1 – 2 | FC Porto               | Praterstadion, Viena                   |
|                    | Köbl 24'          |       | Madjer 79' · Juary 81' | Público: 62 000 Árbitro: Alexis Ponnet |

| Bayern de Munique | FC Porto |

|            |    |                     |     |     |
|            |    |                     |     |     |
| GR         | 1  | Jean-Marie Pfaff    |     |     |
| D          | 2  | Helmut Winklhofer   | 65' |     |
| D          | 3  | Hans Pflügler       |     |     |
| D          | 4  | Norbert Eder        |     |     |
| D          | 5  | Norbert Nachtweih   |     |     |
| M          | 6  | Andreas Brehme      |     |     |
| M          | 7  | Hans-Dieter Flick   |     | 82' |
| M          | 8  | Lothar Matthäus (c) |     |     |
| A          | 9  | Dieter Hoeneß       |     |     |
| A          | 10 | Michael Rummenigge  |     |     |
| A          | 11 | Ludwig Kögl         |     |     |
| Reservas:  |    |                     |     |     |
| GR         | 12 | Raimond Aumann      |     |     |
| D          | 13 | Uli Bayerschmidt    |     |     |
| D          | 14 | Alexander Kutschera |     |     |
| D          | 15 | Holger Willmer      |     |     |
| A          | 16 | Lars Lunde          |     | 82' |
| Treinador: |    |                     |     |     |
| Udo Lattek |    |                     |     |     |

|             |    |                   |     |     |
|             |    |                   |     |     |
| GR          | 1  | Józef Młynarczyk  |     |     |
| D           | 2  | João Pinto (c)    |     |     |
| D           | 3  | Augusto Inácio    |     | 66' |
| D           | 4  | Eduardo Luís      |     |     |
| D           | 5  | Celso             | 61' |     |
| M           | 6  | Quim              |     | 46' |
| M           | 7  | Jaime Magalhães   | 35' |     |
| A           | 8  | Rabah Madjer      |     |     |
| A           | 9  | António Sousa     | 71' |     |
| A           | 10 | Paulo Futre       |     |     |
| M           | 11 | António André     |     |     |
| Reservas:   |    |                   |     |     |
| GR          | 12 | Zé Beto           |     |     |
| D           | 13 | João Festas       |     |     |
| M           | 14 | António Frasco    |     | 66' |
| A           | 15 | Walter Casagrande |     |     |
| A           | 16 | Juary             |     | 46' |
| Treinador:  |    |                   |     |     |
| Artur Jorge |    |                   |     |     |